# Клан Прингл

Герб вождей клана Прингл

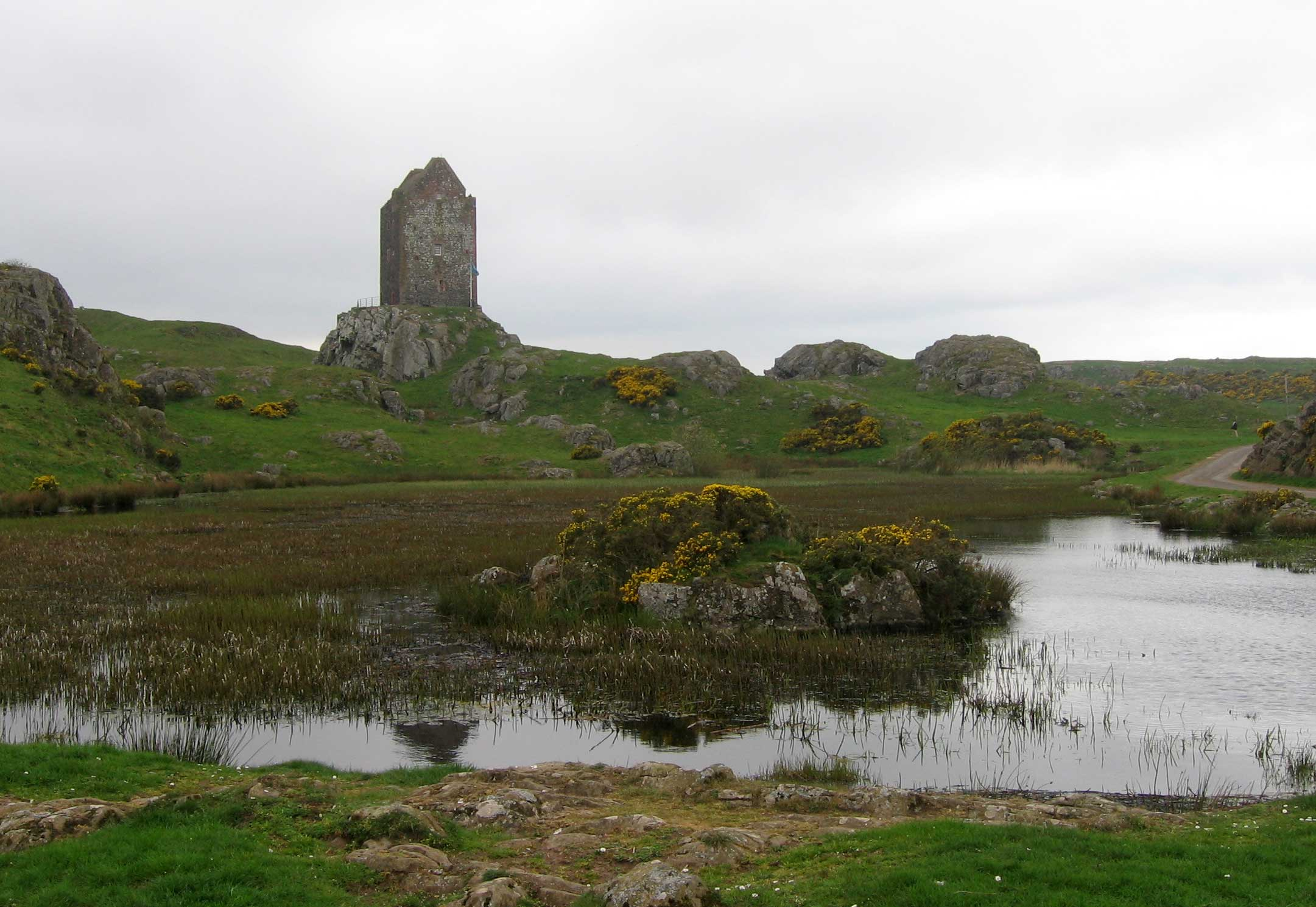
Руины замка Смайлхолм-Тауэр

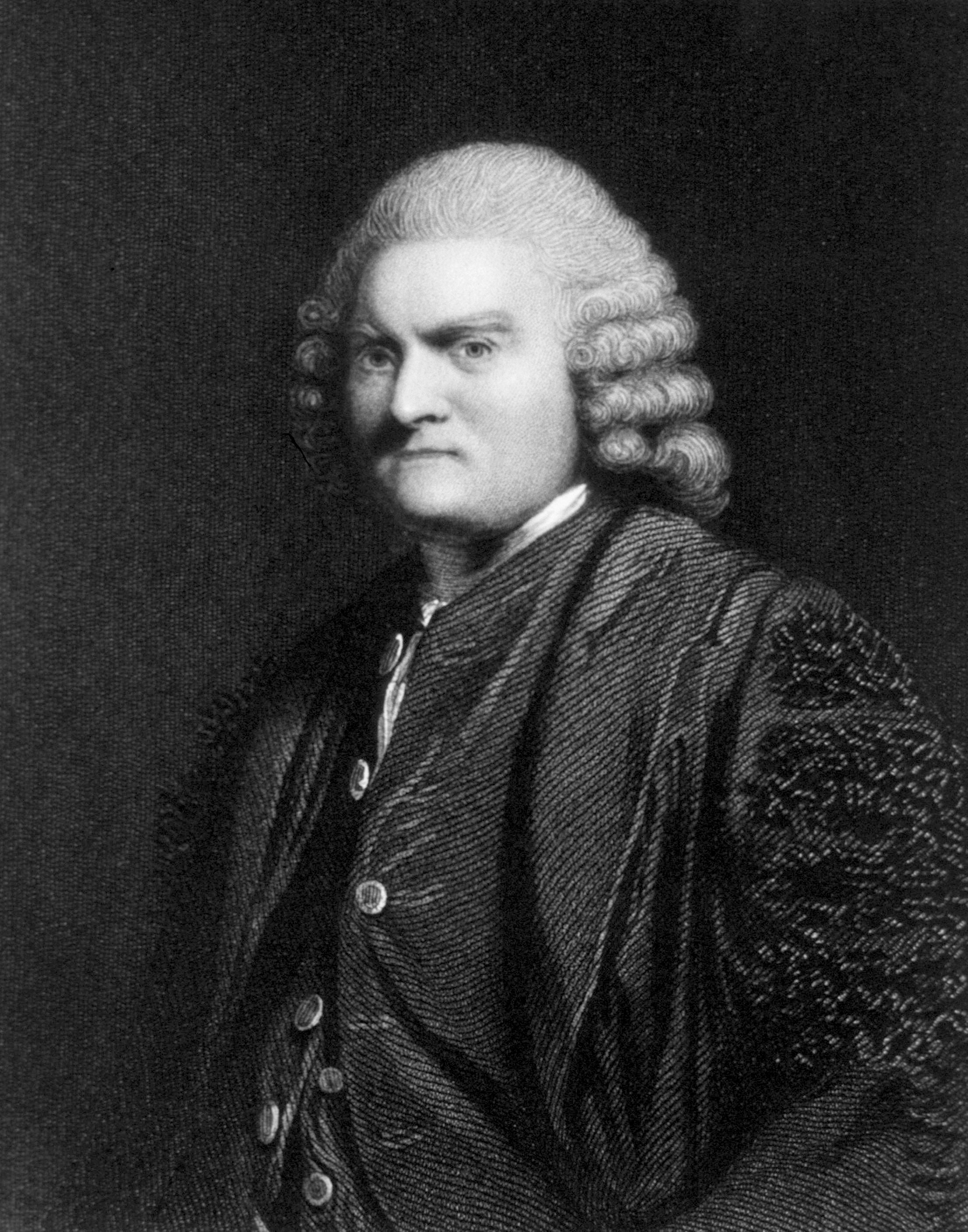
Джон Прингл (1707—1782), шотландский врач и физиолог, президент Королевского общества (1772—1778)

Клан Прингл или Хоппрингл (шотл. Clan Pringle, шотл. Clan Hoppringill) — один из кланов равнинной части Шотландии (Лоуленд). Сегодня клан не имеет признанного герольдами Шотландии и лордом Лайоном вождя, поэтому клан Прингл называется в Шотландии "кланом оруженосцев". Клан Прингл владел землями в Шотландском Пограничье.
- Девиз клана: Amicitia reddit honores (лат.) — «Дружба достойна уважения» (Friendship gives honour)
- Резиденция вождей клана: Замок Торсонс
- Историческая резиденция вождей клана: Замок Хоппрингл
- Последний вождь клана: Джон Хоппрингл из Торсонса (ум. 21 декабря 1737)

## История клана Прингл

### Происхождение клана Прингл
Согласно книге «Акты Прингл» клан Хоппрингилл или Прингл возник во времена правления короля Шотландии Александра III (1249—1286). Таким образом, клан Прингл является одним из древнейшим кланом Шотландского Приграничья.
Название клана Прингл имеет территориальное происхождение — происходит от названия местности в приходе Стоу на правом берегу реки Гала-Уотер, в десяти милях к северу от Галашилс. Земли Хоппрингл лежат на расстоянии полумили вверх от берега реки на южных склонах хребта, разделяющего реки Армет и Тодол. Этот хребет образует полукруг в западной части бассейна реки Гала. Это полукруг горного холма и называлось в древности Хоппрингилл, что подтверждается древними историческими документами.
Есть версия, что это название происходит от слов Хопп, Хоуп, Оп, Ап, что происходит от древнескандинавского слова Хоп (скан. — Hop) — «убежище», что означало небольшую закрытую долину. То есть Хоппрингилл означает маленькую, закрытую холмом, долину.
Полное название клана — Хоппрингилл использовалась более чем 300 лет. Последнее использование такого названия клана датируется 1737 годом, когда умер последний вождь этого клана — Джон Хоппрингл из Торсонса. Около 1590 года появляется название Прингилл (Pringill) и становится доминирующей формой названия клана. Примерно к 1650 году это название вытесняется названием Прингл.

### XIV—XVII века
В XIV веке клан был союзником графов Дуглас. Клан был оруженосцем графов Дуглас. В конце XIV века клан был признан самостоятельным кланом, за ним были признаны земли Эрлсайд в Лодердейле.
В XV веке клан верно служил королям Шотландии — Якову IV и Якову V. В частности, люди клана Хоппрингилл были трубачами армии короля Якова IV. Клан участвовал в битве при Флоддене в 1513 году и многие люди клана погибли вместе с королём в этой битве. В течение 100 лет — с 1389 по 1489 год клан Хоппрингилл был довольно известным в Шотландии. Было известно немало благородных леди из клана Хоппрингилл, которые были дочерьми вождей клана, среди них были наставницы женских монастырей Шотландии, в частности монастырей Колдстрим и Конвент. Вожди клана стали в XV веке в Шотландии известными производителями шерсти, данные об этом относятся до 1540 года. Кроме того, клан занимался вопросами сбыта шерсти овец, принадлежавших королю Шотландии. Как и все шотландские кланы Пограничья, клан Прингл осуществлял рейды на территорию Англии с целью захвата добычи. Это в те времена считалось доблестью.
Но в конце XVI века король Яков VI Стюарт, ставший одновременно королем Шотландии и Англии, решил положить этому конец. Вожди клана Прингл, как и вожди других шотландских кланов пограничной зоны, и другие лэрды, предстали перед королем в 1592 году и поклялись быть законопослушными и выполнять волю хранителей пограничных марок. Клан пытался жить в мире с соседями, в то время клан имел не менее шести младших клановых ветвей. Последний вождь клана Прингл — Джон Хоппрингл из Торсонса умер в 1737 году. Его дочь Маргарет вышла замуж за Гилберта Прингла, второго сына 2-го баронета из Стикхилла.
После этого господствующей ветвью в клане стала линия Прингл из Стикхилла, которая получила свои земли в 1630 году. Из этой ветви вышел сэр Роберт Прингс, ставший баронетом Новой Шотландии в 1683 году. И хотя он потом вынужден был продать свои земли, но титул баронета остался за его потомками до XXI века.

### Замки клана Прингл
Резиденцией вождей клана Прингл в давние времена был замок Хоппрингл, а потом замок Торсонс на берегу реки Гала-Уотер. Кроме этого, клан владел замками Смайлхолм-Тауэр, Бакхолм-Тауэр, Товудли-Тауэр, Олд-Гала-Хаус, Уайтбенк-Тауэр, Яр-хаус,
Стихилл-Хаус, Хейнинг-хаус в Селкирке. Кроме этого, клан Прингл владел некоторое время замками Гринноу-Тауэр и Кpэйгкрук-Касл.

### Баронеты из Стикхилла
В свое время два человека из клана Прингл получили титул баронета. Один из них, Роберт Прингл (ум. ок. 1700), был председателем ветви Прингл из Стикхилла. Он получил титул баронета Новой Шотландии в 1683 году. Вторым членом клана Прингл, получившим титул баронета, был доктор сэр Джон Прингл из Пэлл-Мэлла (1707—1782), баронет Великобритании, получил этот титул в 1766 году. 10-й баронет из Стикхилла — генерал-лейтенант сэр Стюарт Роберт Прингл (1928—2013), скончался в 2013 году, и преемственность титула сейчас активно дискутируется.

## Сенаторы коллегии юристов Шотландии
Среди людей клана Прингл были сенаторы коллегии юристов Шотландии. В частности, эту должность получали:
- 6 июня 1718 — сэр Уолтер Прингл (1664—1736) получил титул лорд Ньюхолла.
- 1 июля 1729 — Джон Прингл из Хейнинга (ок. 1674—1754) получил титул лорд Хейнинга.
- 20 ноября 1754 — Роберт Прингл (ум. 1764) получил титул лорд Эдгефилда.
- 14 июня 1757 — Эндрю Прингл (ум. 1776) получил титул лорд Алемора.